# تينا تشارلز

تينا تشارلز وهي مغنية بريطانية من مواليد 10 أذار / مارس من سنة 1954 في لندن بالمملكة المتحدة من أشهر اغنياتها هي «أنا أحب الحب» في سنة 1976.
Birth name Tina Charles Hoskins
Born 10 March 1954 London
Genre disco
Occupation singer
Years active 1969—1977
بدأت tina مسريتها الفنية من سنة 1969
شاركت عدة مغنيين كــ backing singer من ضمنهم Elton John
مع صديقة لها تدعى Linda Lewis وهي على فكره مغنية مساعده وتكتب وتعزف قيتار
يعني معروفه.
وشاركت في 1971 الغناء في 6 حلقات من مسلسل The Two Ronnies
واشتركت بعدة مسابقات موسيقيه مفتوحه ولاقت اعجاب العديد من الجماهير ولم تتجاوز حينها الـ20 من عمرها.
وفي عام 1973 اصدرت أول أغنية خاصه لها وهي I'm On Fire
واللي احتلت مراتب عاليه وغير متوقعه ببريطانيا وأمريكا.
وشوى شوى حست تينا انها راح تبدع لو غنت لحالها بس كانت متردده وخايفه
وتعاونت مع منتج أغاني اسمه Biddu وهو بريطاني من اصول هنديه وانتج البومات للعديد من المغنيين.
وانتج لها أول البوم ومن ضمنها أغنية لها من احلى اغانيها
I Love To Love
اللي احتلت المرتبة الأولى ببريطانيا لثلاثة اسابيع ورى بعض
وكل هذا بسنة 1975.
ومن بعد 75 اشتهرت شهرة خياليه واصدرت أغاني تصنف من ضمن احلى الأغاني في العالم (وانا على فكره حطيت أقوى اغانيها في الرد اللي بعد هذا اسمعوا أول أغنية بس وانا متأكد مليون بالميه انكم راح تحملون كل الأغاني)
وكانت الفترة ما بين 1975 و1977 من أقوى فترت حياتها.
احيت حفلات عديده في أوروبا وأمريكا وأستراليا والشرق الأوسط بس مدري أي ديره بالضبط الظاهر انها ببيروت.
وصنفت على أنها انجح مغنيه على مر التاريخ وقتها حيث فاقت مبيعات البوماتها الــ26 مليون نسخه حول العالم.
وفي 1977 استقرت بأستراليا وارتبط بشخص يدعى بيرنارد ويب وانجبت منه أول طفل لها
ومن بعدها قررت انها تستريح بس ماصرحت الاعتزال.
وبعد مرور سنتين أي تحديدا في 1979 قررت انها تعتزل وتتفرخ لعائلتها
مع انها كانت صغيره وفي قمة عطائها الفني لسة يعني عمرها 25
تطلع مرات في برامج ومقابلات في الثمانينات والتسعينات وإلى الآن حتى لكن
ماتلقى حضور زي أول
بس يكفى ان لها أغاني مستحيل أحد ينساها
وتركت لها بصمه في المجال الفني والغنائي خاصه.

## روابط خارجية
- تينا تشارلز على موقع IMDb (الإنجليزية)
- تينا تشارلز على موقع ميوزك برينز (الإنجليزية)
- تينا تشارلز على موقع إن إن دي بي (الإنجليزية)
- تينا تشارلز على موقع أول ميوزيك (الإنجليزية)
- تينا تشارلز على موقع ديسكوغز (الإنجليزية)